# Kirby (série de jeux vidéo)
Kirby est une série de jeux vidéo de plate-formes développée par HAL Laboratory et éditée par Nintendo. La série de jeux s'articule autour des aventures d'une boule rose prénommée Kirby. Ce dernier se bat contre différents types de menaces pour sauver Dream Land sur la planète lointaine Popstar (ou Planète Pop).
La majorité des jeux de la franchise sont des jeux de plateforme à défilement horizontal comprenant des éléments de beat them all et des résolutions de puzzles.
Kirby a la capacité d'aspirer des objets et ses ennemis dans sa bouche, et il a le choix entre cracher le contenu, pour en faire des projectiles, et le manger. Certains objets, une fois avalés, permettent à Kirby de copier des pouvoirs ou propriétés de l'objet et d'ainsi s'en servir comme une arme ou une montée en grade des pouvoirs qu'on appelle "Copy Ability", ou la Capacité de Copie, en français.
La série vise principalement une audience de joueurs non familiers des jeux d'action mais offre néanmoins des défis supplémentaires pour les joueurs plus expérimentés, apportant ainsi davantage de profondeur aux jeux. La franchise comprend plus de trente jeux, et a été vendue à plus de 38 millions d'unités dans le monde.

## Liste des jeux

### Série principale
| 1992 | Kirby's Dream Land                   |
| 1993 | Kirby's Adventure                    |
| 1993 | Kirby's Pinball Land                 |
| 1994 | Kirby's Dream Course                 |
| 1995 | Kirby's Ghost Trap                   |
| 1995 | Kirby's Dream Land 2                 |
| 1995 | Kirby's Block Ball                   |
| 1996 | Kirby's Fun Pak                      |
| 1997 | Kirby's Star Stacker                 |
| 1997 | Kirby's Dream Land 3                 |
| 1998 |                                      |
| 1999 |                                      |
| 2000 | Kirby 64: The Crystal Shards         |
| 2000 | Kirby Tilt 'n' Tumble                |
| 2001 |                                      |
| 2002 | Kirby : Cauchemar au Pays des Rêves  |
| 2003 | Kirby Air Ride                       |
| 2004 | Kirby et le Labyrinthe des Miroirs   |
| 2005 | Kirby : Le Pinceau du pouvoir        |
| 2006 | Kirby : Les souris attaquent         |
| 2007 |                                      |
| 2008 | Kirby Super Star Ultra               |
| 2009 |                                      |
| 2010 | Kirby : Au fil de l'aventure         |
| 2011 | Kirby: Mass Attack                   |
| 2011 | Kirby's Adventure Wii                |
| 2012 | Kirby's Dream Collection             |
| 2013 |                                      |
| 2014 | Kirby: Triple Deluxe                 |
| 2014 | Kirby Fighters Deluxe                |
| 2014 | Dedede's Drum Dash Deluxe            |
| 2015 | Kirby et le Pinceau arc-en-ciel      |
| 2016 | Kirby: Planet Robobot                |
| 2017 | Team Kirby Clash Deluxe              |
| 2017 | Kirby's Blowout Blast                |
| 2017 | Kirby Battle Royale                  |
| 2018 | Kirby Star Allies                    |
| 2019 | Kirby : Au fil de la grande aventure |
| 2019 | Super Kirby Clash                    |
| 2020 | Kirby Fighters 2                     |
| 2021 |                                      |
| 2022 | Kirby et le monde oublié             |
| 2022 | Kirby's Dream Buffet                 |
| 2023 | Kirby's Return to Dream Land Deluxe  |
| 2024 |                                      |
| 2025 | Kirby Air Riders                     |

- Kirby's Dream Land (Game Boy, 1992)
- Kirby's Adventure (Famicom/Nintendo Entertainment System, 1993)
- Kirby's Dream Land 2 (Game Boy, 1995)
- Kirby's Fun Pak (Super Famicom/Super Nintendo, 1996)
- Kirby's Dream Land 3 (Super Famicom/Super Nintendo, 1997)
- Kirby 64: The Crystal Shards (Nintendo 64, 2000)
- Kirby : Cauchemar au Pays des Rêves (Game Boy Advance, 2002)
- Kirby et le Labyrinthe des Miroirs (Game Boy Advance, 2004)
- Kirby : Le Pinceau du pouvoir (Nintendo DS, 2005)
- Kirby : Les souris attaquent (Nintendo DS, 2006)
- Kirby Super Star Ultra (Nintendo DS, 2008)
- Kirby : Au fil de l'aventure (Wii, 2010)
- Kirby: Mass Attack (Nintendo DS, 2011)
- Kirby's Adventure Wii (Wii, 2011)
- Kirby: Triple Deluxe (Nintendo 3DS, 2014)
- Kirby et le Pinceau arc-en-ciel (Wii U, 2015)
- Kirby: Planet Robobot (Nintendo 3DS, 2016)
- Kirby Star Allies (Nintendo Switch, 2018)
- Kirby et le monde oublié (Nintendo Switch, 2022)
- Kirby's Return to Dream Land Deluxe (Nintendo Switch, 2023)

### Jeux dérivés
- Kirby's Pinball Land (Game Boy, 1993)
- Kirby's Dream Course (Super Famicom/Super Nintendo, 1994)
- Kirby's Ghost Trap (Super Nintendo, 1995)
- Kirby's Block Ball (Game Boy, 1995)
- Kirby's Star Stacker (Game Boy, 1997)
- Kirby no Kirakira Kizzu (Super Famicom, 1998)
- Kirby Tilt 'n' Tumble (Game Boy Color, 2000)
- Kirby Air Ride (GameCube, 2003)
- Kirby Fighters Deluxe (Nintendo 3DS, 2014)
- Dedede's Drum Dash Deluxe (Nintendo 3DS, 2014)
- Team Kirby Clash Deluxe (Nintendo 3DS, 2017)
- Kirby's Blowout Blast (Nintendo 3DS, 2017)
- Kirby Battle Royale (Nintendo 3DS, 2017)
- Kirby: Au fil de la grande aventure (Nintendo 3DS, 2019)
- Super Kirby Clash (Nintendo Switch, 2019)
- Kirby Fighters 2 (Nintendo Switch, 2020)
- Kirby's Dream Buffet (Nintendo Switch, 2022)
- Kirby Air Riders (Nintendo Switch 2, 2025)

### Compilations
- Kirby's Dream Collection: Special Edition (Wii, 2012)